# برندی لاو
ترسا لین لیورمور (انگلیسی: Brandi Love زاده ۲۹ مارس ۱۹۷۳ ‏(۵۲ سال) که با نام هنری برندی لاو شناخته می‌شود یک بازیگر پورنوگرافی و مدل بزرگسالان اهل کارولینای شمالی می‌باشد.
این بازیگر پورنو مالک و مدیر مالی ارشد دو شرکت رسانه‌ای نیز هست.

## زندگی ابتدایی
برندی لاو یک دورگه انگلیسی و آلمانی است که در رالی، کارولینای شمالی زاده شده‌است. او در دیربورن، میشیگان بزرگ شد و برای تحصیل به دانشگاه میشیگان مرکزی رفت. او نوه جسی لوریستون لیورمور، سرمایه‌دار بزرگ آمریکایی، می‌باشد. ترسا در خانواده ای پرسبیترین بزرگ شده‌است. او در سال ۱۹۹۴ با Chris Potoski ازدواج کرده‌است و یک دختر دارد که با هم در کارولینای شمالی زندگی می‌کنند.

## حرفه
لاو وبسایت شخصی خود (BrandiLove.com) را در ژوئن ۲۰۰۴ راه اندازی کرد. او در سال ۲۰۰۸ کار بازیگری خود را آغاز کرد. دلیل شهرت لاو در صنعت پورن ایفای نقش در ژانرهای میلف می‌باشد.
در سال ۲۰۰۸ کتابی تحت عنوان Getting Wild Sex from Your Conservative Woman را منتشر کرد.

## جایزه‌ها و نامزدی‌ها
| سال  | مراسم            | نتیجه    | جایزه                                        | اثر                |
| ---- | ---------------- | -------- | -------------------------------------------- | ------------------ |
| ۲۰۱۳ | جایزه ای‌وی‌ان     | نامزدشده | بازیگر میلف سال                              | —                  |
| ۲۰۱۳ | جایزه ای‌وی‌ان     | نامزدشده | تکان‌دهنده‌ترین صحنه سکس (به همراه کلی مدیسون) | میلف‌های بزرگ پستان |
| ۲۰۱۳ | NightMoves Award | برنده    | بهترین بازیگر میلف                           | —                  |
| ۲۰۱۳ | NightMoves Award | نامزدشده | بهترین کون                                   | —                  |
| ۲۰۱۳ | XBIZ Award       | نامزدشده | ستاره وب سال                                 | —                  |
| ۲۰۱۴ | NightMoves Award | نامزدشده | بهترین بازیگر میلف                           | —                  |
| ۲۰۱۵ | جایزه ای‌وی‌ان     | نامزدشده | بازیگر میلف سال                              | —                  |
| ۲۰۱۵ | جایزه ای‌وی‌ان     | نامزدشده | بهترین وبگاه بازیگر پورنوگرافی               | BrandiLove.com     |
| ۲۰۱۵ | XBIZ Award       | نامزدشده | بازیگر میلف سال                              | —                  |
| ۲۰۱۵ | XBIZ Award       | نامزدشده | بهترین بازیگر زن پشتیبان                     | Aftermath          |